# Rádio orquestra
Uma rádio orquestra é uma orquestra clássica organizada para trabalhar em rádios (e em algumas vezes com televisão). No passado essas orquestras era numerosas. Atualmente, orquestras assim estão tornando-se cada vez mais raras.
Orquestras de rádio famosas incluem: a Orquestra Sinfônica da Emissora Nacional / Orquestra Sinfônica da RDP (1934-1989), conduzida em Portugal por Pedro de Freitas Branco, Frederico de Freitas e Silva Pereira; a Orquestra Sinfônica da NBC (1937 - 1954), conduzida por Arturo Toscanini; a Orquestra Sinfônica da BBC, fundada em 1930; a Orquestra Sinfônica da Rádio Bávara, fundada em 1949; a Orquestra Sinfônica NHK; a Orquestra Sinfônica Nacional Dinamarquesa fundada em 1925; a Orquestra Sinfônica da Rádio de Viena fundada em 1969 e a Orquestra Sinfônica Tchaikovsky da Rádio de Moscou (formalmente Rádio Estatal da URSS e Orquestra Sinfônica da Televisão) fundada em 1930. No Brasil, a única orquestra radio-sinfônica foi a orquestra da Rádio MEC, atual Orquestra Sinfônica Nacional (OSN-UFF), fundada em 1961 e com mais de 50 anos de existência.